# Julia Scheib
Julia Scheib (Deutschlandsberg, 12 maggio 1998) è una sciatrice alpina austriaca.

## Biografia
Originaria di Frauental an der Laßnitz e attiva in gare FIS dal dicembre del 2014, la Scheib ha esordito in Coppa Europa il 3 dicembre 2017 a Hafjell in slalom gigante e in Coppa del Mondo il 23 gennaio 2018 al Plan de Corones nella medesima specialità, in entrambi i casi senza completare la prova. Ha ottenuto la sua prima vittoria in Coppa Europa, nonché primo podio, il 1º dicembre 2018 a Funäsdalen in slalom gigante; ai Mondiali di Courchevel/Méribel 2023, sua prima presenza iridata, si è classificata 4ª nella gara a squadre, non ha completato lo slalom gigante e non si è qualificata per la finale nel parallelo. Il 26 ottobre 2024 ha conquistato a Sölden in slalom gigante il primo podio in Coppa del Mondo (3ª) e ai Mondiali di Saalbach-Hinterglemm 2025 si è piazzata 6ª nella gara a squadre e non ha completato lo slalom gigante; non ha preso parte a rassegne olimpiche.

## Palmarès

### Mondiali juniores
- 3 medaglie:
  - 1 oro (slalom gigante a Davos 2018)
  - 1 argento (supergigante a Val di Fassa 2019)
  - 1 bronzo (gara a squadre a Davos 2018)

### Coppa del Mondo
- Miglior piazzamento in classifica generale: 31ª nel 2025
- 1 podio:
  - 1 terzo posto

#### Coppa del Mondo - gare a squadre
- 1 podio:
  - 1 terzo posto

### Coppa Europa
- Miglior piazzamento in classifica generale: 18ª nel 2019
- 5 podi:
  - 2 vittorie
  - 3 secondi posti

#### Coppa Europa - vittorie
| Data             | Località   | Paese  | Specialità |
| ---------------- | ---------- | ------ | ---------- |
| 1º dicembre 2018 | Funäsdalen | Svezia | GS         |
| 16 marzo 2019    | Folgaria   | Italia | GS         |

Legenda:

GS = slalom gigante

### South American Cup
- Miglior piazzamento in classifica generale: 34ª nel 2024
- 1 podio:
  - 1 vittoria

#### South American Cup - vittorie
| Data              | Località     | Paese     | Specialità |
| ----------------- | ------------ | --------- | ---------- |
| 11 settembre 2023 | Cerro Castor | Argentina | GS         |

Legenda:

GS = slalom gigante